# アルフレッド・フィッツロイ (第8代グラフトン公爵)

ウォルター・ストーンマンによる肖像写真、1921年撮影。

第8代グラフトン公爵アルフレッド・ウィリアム・メイトランド・フィッツロイ（英語: Alfred William Maitland FitzRoy, 8th Duke of Grafton、1850年3月3日 – 1930年1月10日）は、イギリスの貴族。

## 生涯
第7代グラフトン公爵オーガスタス・チャールズ・レノックス・フィッツロイと妻アンナ（Anna、旧姓バルフォア（Balfour）、1857年12月23日没、ジェームズ・バルフォアの末娘）の次男（長男ヘンリー・ジェームズは1912年に子供をもうけないまま死去）として、1850年3月3日に生まれた。
1869年2月3日、エンサイン（歩兵少尉）としての辞令を購入して、第52歩兵連隊に配属された。1871年11月1日、中尉に昇進した。1872年7月17日、コールドストリームガーズに転じた。1878年12月26日、マスケット銃教官（Instructor of Musketry）に任命された。1881年10月29日に軍務から引退、1882年2月1日までにマスケット銃教官を辞任した。
1918年12月4日に父が死去すると、グラフトン公爵位を継承した。
1883年5月19日、ノーサンプトンシャーの副統監に任命された。1920年3月15日、サフォークの副統監に任命された。ほかにもノーサンプトンシャーとサフォークの治安判事を務めた。
1930年1月10日に死去、息子に先立たれたため孫ジョン・チャールズ・ウィリアムが爵位を継承した。

## 家族
1875年4月27日、マーガレット・ローズ・キャリントン＝スミス（Margaret Rose Carrington-Smith、1913年3月10日没、エリック・キャリントン＝スミスの三女）と結婚、1男2女をもうけた。
- リリアン・ローズ（1876年3月2日 – 1960年1月2日） - 1910年7月20日、チャールズ・ロバートソン（Charles Robertson、1968年1月6日没、ジョン・ロバートソンの息子）と結婚、子供なし[1]
- メアリー・マーガレット（1877年12月10日 – 1966年1月5日） - 生涯未婚[1]
- ウィリアム・ヘンリー・アルフレッド（1884年7月24日 – 1918年4月23日） - 1913年9月27日、オリオル・マーガレッタ・ブローム（Auriol Margaretta Brougham、1938年2月7日没、ジェームズ・ブロームの娘）と結婚、子供あり。1918年に飛行機事故で死去。第9代グラフトン公爵ジョン・チャールズ・ウィリアム・フィッツロイの父[1]

1916年1月8日、スザンナ・メアリー・ボースウィック（Susanna Meary Borthwick、1961年10月3日没、初代準男爵サー・マーク・マクタガート＝ステュアートの娘、第20代ボースウィック卿アーチボルド・パトリック・トマス・ボースウィックの未亡人）と再婚、2女をもうけた。
- エルフリダ・マリー・スザンナ（Elfrida Marie Susanna、1919年3月15日 – 1920年1月4日[1]）
- セシリア・ブランシュ・ジェネヴィーヴ（Cecilia Blanche Genevieve、1922年5月13日 – 1974年） - 1949年5月11日、ヘンダースケルフのハワード男爵ジョージ・ハワード（英語版）と結婚、子供あり[1]